# Geoff Pierson
Geoffrey 'Geoff' Pierson (Chicago, 16 juni 1949) is een Amerikaans acteur en filmregisseur.

## Biografie
Pierson heeft zijn high school doorlopen in Chicago, hierna ging hij naar New York om te gaan studeren aan de Universiteit van Fordham waar hij zijn bachelor haalde en ging toen naar Yale School of Drama in New Haven (Connecticut) waar hij in 1980 zijn master haalde.
Pierson begon met acteren in lokale theaters, hij heeft eenmaal opgetreden op Broadway. In 1980 speelde hij in het toneelstuk Tricks of the Trade in de rol van Paul.
Pierson begon in 1980 met acteren voor televisie in de film The Mating Season. Hierna heeft hij nog meer dan 100 rollen gespeeld in films en televisieseries. Het meest bekend is hij van zijn rol als Jack Malloy in de televisieserie Unhappily Ever After waar hij in honderd afleveringen speelde (1995-1999), waarin hij de vader speelt van een ontspoord gezin en zijn beste vriend een pluche konijn is. Als filmregisseur heeft hij in 1998 drie afleveringen van deze televisieserie geregisseerd.
Pierson is vanaf 1997 getrouwd en heeft hieruit een kind, en leeft nu met zijn familie in Los Angeles en New York.

## Filmografie

### Films
Selectie:
- 2016 Rules Don't Apply - als baas van Merrill Lynch
- 2014 Revenge of the Green Dragons - als kapitein Higgins
- 2011 Jack and Jill – als Carter Simmons
- 2011 J. Edgar – als Mitchell Palmer
- 2011 God Bless America – als mr. Parker
- 2011 Something Borrowed – als Dexter Thaler Sr.
- 2011 Atlas Shrugged: Part I – als Midas Mulligan
- 2008 Get Smart – als vice-president
- 2008 Changeling – als S.S. Hahn
- 2005 Stay – als vader
- 2005 The Poseidon Adventure – als admiraal Jennings
- 2004 Spartan – als Pearce
- 2001 Behind Enemy Lines – als admiraal Donnelly
- 1980 The Mating Season – als ??

### Televisieseries
Uitgezonderd eenmalige gastrollen.
- 2023 City on Fire - als Bill sr. - 8 afl.
- 2022 The Terminal List - als senator Joe Pryor - 2 afl.
- 2019 - 2022 Young Justice - als  Jay Garrick / The Flash (stemmen) - 5 afl.
- 2022 Grace and Frankie - als Bill - 2 afl.
- 2017 - 2019 Designated Survivor - als Cornelius Moss - 16 afl.
- 2019 The Face of Evil - als verteller - 6 afl.
- 2018 - 2019 Splitting Up Together - als Henry - 13 afl.
- 2016 D.B. Cooper: Case Closed? - als verteller (stem) - 2 afl.
- 2014 - 2016 Murder Book - als verteller (stem) - 2 afl.
- 2011 – 2015 Castle – als Michael Smith  – 6 afl.
- 2015 The Brink - als Pierce Grey - 10 afl.
- 2006 – 2013 Dexter – als Tom Matthews – 43 afl.
- 2010 – 2012 Boardwalk Empire – als senator Walter Edge – 4 afl.
- 2012 The Firm - als rechter Ken Walsh - 4 afl.
- 2010 - 2012 In Plain Sight - als Seth Mann - 2 afl.
- 2008 – 2011 Rules of Engagement – als Franklin Dunbar – 2 afl.
- 2008 – 2009 Life – als Charlie Crews sr. – 2 afl.
- 2005 – 2008 Rodney – als Dale Hamilton – 3 afl.
- 2005 Veronica Mars – als Stewart Manning – 2 afl.
- 2003 – 2005 24 – als John Keeler – 18 afl.
- 2002 – 2003 The West Wing – als Tripplehorn – 3 afl.
- 2002 That '80s Show – als R.T. Howard – 13 afl.
- 2001 Sabrina, the Teenage Witch – als president Wayne Banning – 2 afl.
- 2000 – 2001 Popular – als James Ford – 2 afl.
- 2000 – 2001 Nash Bridges – als Max Pettit – 3 afl.
- 1995 – 1999 Unhappily Ever After – als Jack Malloy – 100 afl.
- 1994 – 1998 Grace Under Fire – als Jimmy Kelly – 31 afl.
- 1994 Party of Five – als Elliott Bishop – 2 afl.
- 1989 Days of our Lives – als Barney Gillespie - 10 afl.
- 1985 – 1986 Search for Tomorrow – als dr. Sullivan - ? afl.
- 1983 – 1985 Ryan's Hope – als Frank Ryan – 15 afl.
- 1981 Texas – als rechercheur Donovan – 8 afl.

### Computerspellen
- 2011 Star Wars: The Old Republic – als toegevoegde stemmen
- 2011 Rage – als stem

- Biblioteca Nacional de España: XX4803497
- Bibliothèque nationale de France: cb155842973 (data)
- International Standard Name Identifier: 0000 0001 1629 0944
- Library of Congress Control Number: no2017060688
- MusicBrainz: 14923c61-bb68-4a60-b15a-8f80e1f477ef
- Virtual International Authority File: 42160271
- WorldCat: E39PBJc7QQKHtmccB6p6YtFHYP